# نیوی وان
نیوی وان (به انگلیسی: Navy One) یک هواگرد ساختِ کارخانهٔ لاکهید کورپوریشن در کشور ایالات متحده آمریکا است.